# Torre del Reloj de Dolmabahçe
La Torre del Reloj de Dolmabahçe (en turco: Dolmabahçe Saat Kulesi) es una torre del reloj situada en el exterior del Palacio de Dolmabahçe en Estambul, Turquía. La torre fue construida por órdenes del sultán otomano Abdul Hamid II (1842–1918) y diseñada por el arquitecto de la corte Sarkis Balyan entre 1890 y 1895.
La torre del reloj fue añadida al Palacio de Dolmabahçe, y se sitúa frente a su Puerta del Tesoro en una plaza a lo largo de la costa europea del Bósforo, al lado de la Mezquita de Dolmabahçe. Diseñada en estilo neobarroco otomano, esta torre de cuatro lados y cuatro plantas ocupa una superficie de 8.5 × 8.5 m y tiene una altura de 27 metros. El reloj fue fabricado por el prestigioso relojero francés Jean-Paul Garnier, e instalado por el maestro relojero de la corte Johann Mayer. Su esfera presenta números arábigos orientales muy estilizados. En 1979, el reloj mecánico original se convirtió parcialmente en eléctrico. En dos lados opuestos de la torre está inscrita la tughra del sultán Abdul Hamid II.